# Larcat
Larcat ist eine französische Gemeinde mit 49 Einwohnern (Stand: 1. Januar 2022) im Département Ariège in der Region Okzitanien. Sie gehört zum Arrondissement Foix und zum Kanton Haute-Ariège. 
Die Gemeinde liegt in den Pyrenäen. Nachbargemeinden sind Larnat im Nordwesten, Bouan im Norden, Aulos-Sinsat im Nordosten, Château-Verdun im Osten, Aston im Süden, Gestiès im Südwesten und Miglos im Westen.

## Bevölkerungsentwicklung
| Jahr      | 1962 | 1968 | 1975 | 1982 | 1990 | 1999 | 2008 | 2015 |
| --------- | ---- | ---- | ---- | ---- | ---- | ---- | ---- | ---- |
| Einwohner | 69   | 64   | 59   | 51   | 44   | 33   | 31   | 46   |